# Aftokinitodromio Serron
Der Aftokinitodromio Serron (griechisch Αυτοκινητοδρόμιο Σερρών, englisch Serres Racing Circuit) ist eine permanente Motorsport-Rennstrecke in der Stadt Serres in Griechenland. Die 1998 eröffnete und rund 1.000 Hektar umfassende Motorsportanlage liegt ca. 3 km südwestlich des Stadtzentrums und ist Griechenlands derzeit längste Rennstrecke.

## Geschichte
Die im Uhrzeigersinn zu befahrende Rennstrecke wurde im Mai 1998 eröffnet. Sie wurde nach den technischen Spezifikationen der Sicherheit für Formel-3-Rennen gebaut. 2012 und 2021 erfolgte jeweils eine Neuasphaltierung.

## Streckenbeschreibung
Mit einer Länge von 3186 Metern und einer Breite von 12 bis 15 Metern ist sie die größte Rennstrecke in Griechenland. Im Gegensatz zum Athens Circuit wurde die Rennstrecke vom Motorradweltverband FIM und vom Internationalen Automobilverband FIA homologiert.
Die Boxengasse umfasst 18 Garagen. Ein Mediacenter für bis zu 50 Journalisten und VIP-Lounges sind vorhanden.
Auf dem Gelände befindet sich auch eine Motocrossrennstrecke. Die Streckenlänge mit rund 1.760 Metern und einer Breite von 8 bis 9 Metern entspricht den Regeln der FIM für Weltmeisterschaftsläufe. Die Start- und Zielgerade, wird auch als Dragsterrennstrecke genutzt.
Eine Kartbahn und ein Verkehrsübungsgelände runden das Angebot der Anlage ab.

## Veranstaltungen
- Griechische Meisterschaften (Automobil, Motorrad, Formel 3)
- Panhellenische Dragster-Meisterschaft
- Großer Preis von Griechenland für Auto- und Motorradrennen
- Israelischer Motorrad Speed Racing Cup
- Läufe zur türkischen Automobilmeisterschaft
- Enduro-Sechstage-WM
- Enduro-WM
- SuperMotard-EM
- Drift-Events

Wegen ihrer Nähe zur griechischen Nordgrenze nutzen auch viele Serien aus der Balkan-Region die Strecke als Austragungsort.